# Cattedrali in Camerun

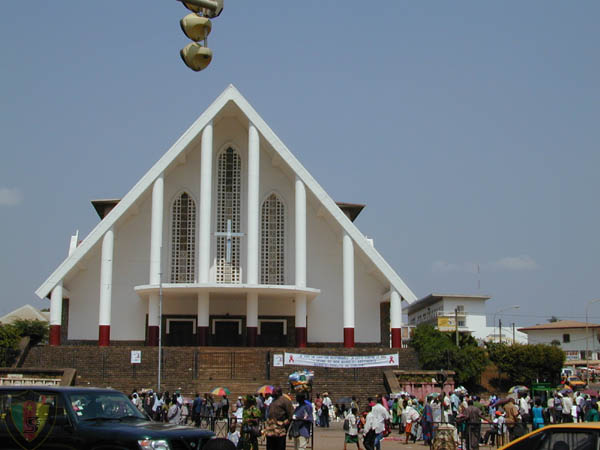
Cattedrale di Nostra Signora delle Vittorie, Yaoundé

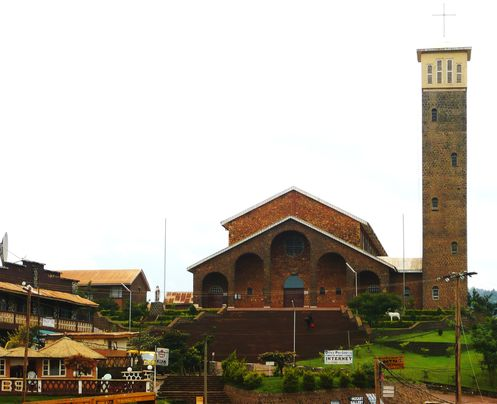
Cattedrale di Santa Teresa, Kumbo

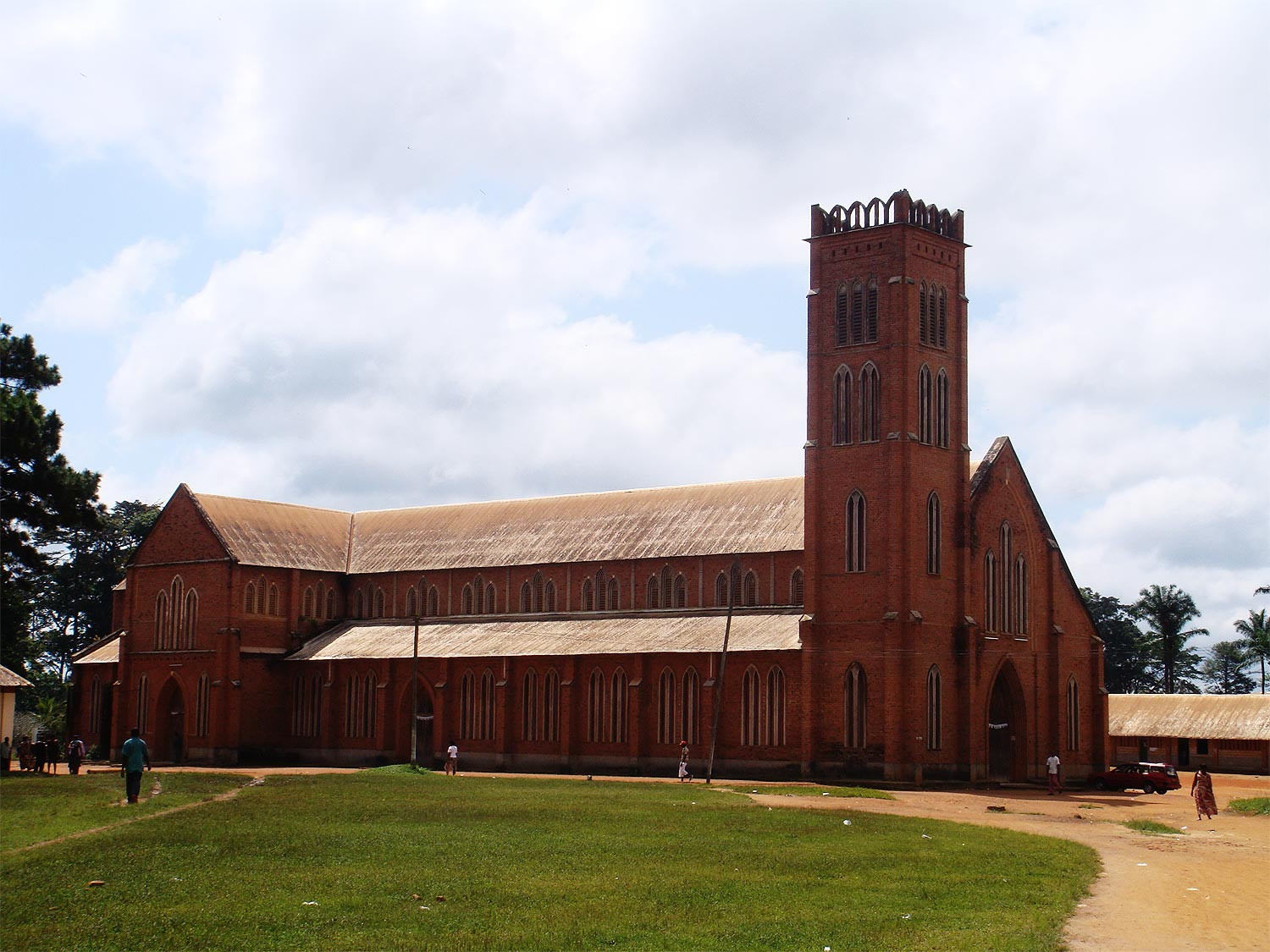
Cattedrale del Santo Rosario, Mbalmayo

Questa è una lista delle cattedrali in Camerun.

## Cattedrali cattoliche
| Cattedrale                                     | Arcidiocesi o Diocesi         | Località    |
| ---------------------------------------------- | ----------------------------- | ----------- |
| Cattedrale di San Giuseppe                     | Arcidiocesi di Bamenda        | Bamenda     |
| Cattedrale della Regina della Pace             | Diocesi di Buéa               | Buéa        |
| Concattedrale della Divina Misericordia        | Diocesi di Buéa               | Buéa        |
| Cattedrale del Sacro Cuore                     | Diocesi di Kumba              | Kumba       |
| Cattedrale di Santa Teresa                     | Diocesi di Kumbo              | Kumbo       |
| Cattedrale di San Giuseppe                     | Diocesi di Mamfe              | Mamfé       |
| Cattedrale della Santa Famiglia                | Arcidiocesi di Bertoua        | Bertoua     |
| Cattedrale di Nostra Signora                   | Diocesi di Batouri            | Batouri     |
| Cattedrale dei Santi Pietro e Paolo            | Diocesi di Doumé-Abong' Mbang | Doumé       |
| Concattedrale del Sacro Cuore                  | Diocesi di Doumé-Abong' Mbang | Abong-Mbang |
| Cattedrale di Maria Regina della Pace          | Diocesi di Yokadouma          | Yokadouma   |
| Cattedrale dei Santi Pietro e Paolo            | Arcidiocesi di Douala         | Douala      |
| Cattedrale del Cuore Immacolato di Maria       | Diocesi di Bafang             | Bafang      |
| Cattedrale di San Giuseppe                     | Diocesi di Bafoussam          | Bafoussam   |
| Cattedrale del Sacro Cuore                     | Diocesi di Edéa               | Édéa        |
| Cattedrale di Nostra Signora di Fatima         | Diocesi di Eséka              | Eséka       |
| Cattedrale dell'Immacolata Concezione          | Diocesi di Nkongsamba         | Nkongsamba  |
| Cattedrale di Santa Teresa                     | Arcidiocesi di Garoua         | Garoua      |
| Cattedrale di Nostra Signora dell'Assunzione   | Diocesi di Maroua-Mokolo      | Maroua      |
| Cattedrale di Nostra Signora degli Apostoli    | Diocesi di Ngaoundéré         | Ngaoundéré  |
| Cattedrale di Sant'Anna                        | Diocesi di Yagoua             | Yagoua      |
| Cattedrale di Nostra Signora delle Vittorie    | Arcidiocesi di Yaoundé        | Yaoundé     |
| Cattedrale di San Sebastiano                   | Diocesi di Bafia              | Bafia       |
| Cattedrale dei Santi Anna e Gioacchino         | Diocesi di Ebolowa            | Ebolowa     |
| Cattedrale di San Giuseppe                     | Diocesi di Kribi              | Kribi       |
| Cattedrale del Santo Rosario                   | Diocesi di Mbalmayo           | Mbalmayo    |
| Cattedrale di Nostra Signora del Monte Carmelo | Diocesi di Obala              | Obala       |
| Cattedrale di Nostra Signora di Sangmélima     | Diocesi di Sangmélima         | Sangmélima  |

## Cattedrale greco-ortodossa
| Cattedrale                    | Arcidiocesi o Diocesi  | Località |
| ----------------------------- | ---------------------- | -------- |
| Cattedrale dell'Annunciazione | Arcidiocesi di Camerun | Yaoundé  |